# Marco di Giovanni dell’Avogaro

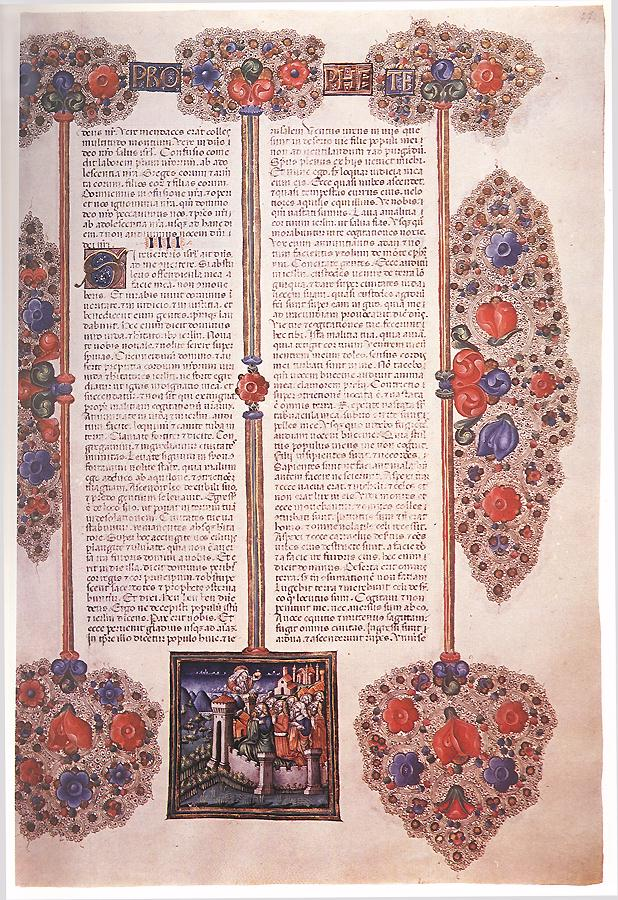
De Bijbel van Borso: pagina 1 van het boek Jeremia

Marco di Giovanni dell’Avogaro was een Italiaans miniaturist die het actief was tussen 1449 en 1476 aan het hof van de Este’s in Ferrara.

## Biografie en werken
Hij is vooral bekend van zijn bijdrage aan de Bijbel van Borso d'Este (1455-1461). Deze Bijbel wordt nu bewaard in de Biblioteca Estense di Modena als Ms. Lat. 249.
Op 14 november 1449 wordt hij vermeld in een rekening. Hij ontving 56 lire voor het schilderen van twee frontispices en 283 initialen in een handschrift van Alexander van Hales. Verder is er nog werk gedocumenteerd, via rekeningen, aan de preken en brieven van Augustinus, aan een Retorica van Aristoteles, een werk van Titus Livius en een Gaius Suetonius Tranquillus geschreven door Giovanni di Magonza. Deze werken zijn spijtig genoeg allemaal verloren gegaan, hoewel Canova zegt dat de Titus Livius zich vandaag in een privécollectie bevindt.
De stijl van Marco kunnen we alleen beoordelen via zijn werk in de Bijbel van Borso d’Este. Op 24 januari en 11 november 1458 werd hem, via Franco de’Russi (ook de’Rossi), telkens 75 lire uitbetaald, wat de som was die in het oorspronkelijk contract van 2 juli 1955 was voorzien voor de decoratie van één quintern (vijf samengevouwen bifolia) zonder frontispice. Op 31 december van 1461 kreeg hij nog eens 75 lire uitbetaald maar ditmaal via Taddeo Crivelli. Taddeo Crivelli en Franco de’Russi waren de twee artiesten aan wie Borso d’Este het werk had opgedragen via zijn agent Galeotto dell’Assassino. Deze rekeningen laten er geen twijfel over dat Marco aan de Bijbel heeft meegewerkt maar geven geen hint over het werk dat hij presteerde.
De toewijzing waarin hij de evangelies van de heilige Marcus en de heilige Lucas illustreerde in een stijl die sterk doet denken aan Mantegna was waarschijnlijk geïnspireerd op het werk van Hermann. Ze wordt vandaag zeker niet door alle kunsthistorici aanvaard gezien ze gebaseerd is op de gelijkenis met de verluchting van het Missaal van Barbara van Brandenburg-Kulmbach, maar dat wordt vandaag vrij algemeen erkend als het werk van Gerolamo da Cremona. Er is wel een vrij algemene consensus dat de incipit bij het Lucas-evangelie aan Marco kan worden toegeschreven.
- Union List of Artist Names: 500064406
- Virtual International Authority File: 96122102